# Siglec

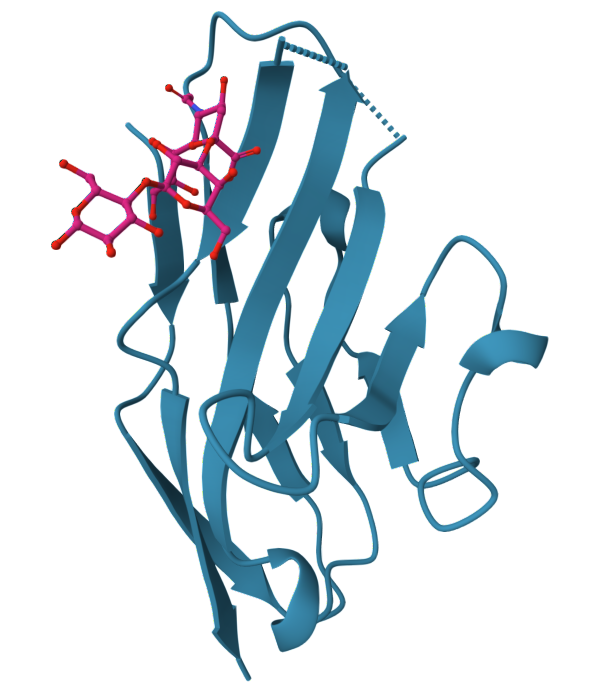
Structuur van het N-terminale domein van Siglec-1 gebonden aan een siaalzuur-bevattende suiker (rood). Het bindingsdomein van Siglecs komt qua structuur sterk overeen met immunoglobuline

Siglecs (sialic acid-binding immunoglobulin-type lectins) vormen een familie van membraanreceptoren die vooral tot expressie komen op de cellen van het immuunsysteem. Ze behoren tot de lectinen. Siglecs kunnen specifiek binden aan suikerstructuren genaamd siaalzuren, die algemeen voorkomen op het oppervlak van dierlijke cellen (bijvoorbeeld in de vorm van gangliosiden). Siglecs zijn betrokken bij cel-celinteracties en bij binding van membraan-omsloten pathogenen. In zoogdieren zijn 14 verschillende Siglec geïdentificeerd.
De meeste Siglec-receptoren hebben een intracellulair signaaldomein (ITIM), en spelen een rol in signalerings- en endocytosemechanismen. Verschillende publicaties omschrijven Siglecs als een immune checkpoint, omdat de meeste een immuunonderdrukkende functie hebben, met name in de context van kanker, auto-immuunziekten, neurodegeneratie en ontstekingsziekten. Vanwege deze regulerende functies worden Siglecs onderzocht als mogelijke therapeutische doelwitten voor diverse aandoeningen.

## Geschiedenis
De eerst ontdekte Siglec was sialoadhesin (ook wel Siglec-1 of CD169 genoemd), een lectine-adhesiemolecuul op macrofagen. Andere receptoreiwitten werden later op basis van homologie aan de familie toegevoegd, waaronder CD22 (Siglec-2), dat beperkt is tot B-cellen en een belangrijke rol speelt bij hun activering, CD33 (Siglec-3) en myeline-geassocieerd glycoproteïne (MAG/Siglec-4). Later werden nog andere Siglec-receptoren bij mensen geïdentificeerd, waarvan de meeste qua structuur sterk lijken op CD33 en daarom gezamenlijk worden aangeduid als 'CD33-gerelateerde Siglecs'. De receptorfamilie wordt in literatuur ook wel geclassificeerd als I-like lectins, omdat het bindingsdomein lijkt op een Ig-domein. Er zijn verschillende homologen beschreven in muizen en ratten. Onderzoekers Paul Crocker en Ajit Varki waren de eersten die middels kloneringswerk de Siglec-familie karakteriseerden. Zij legden daarmee, samen met andere wetenschappers, de basis van de glycobiologie.

## Structuur

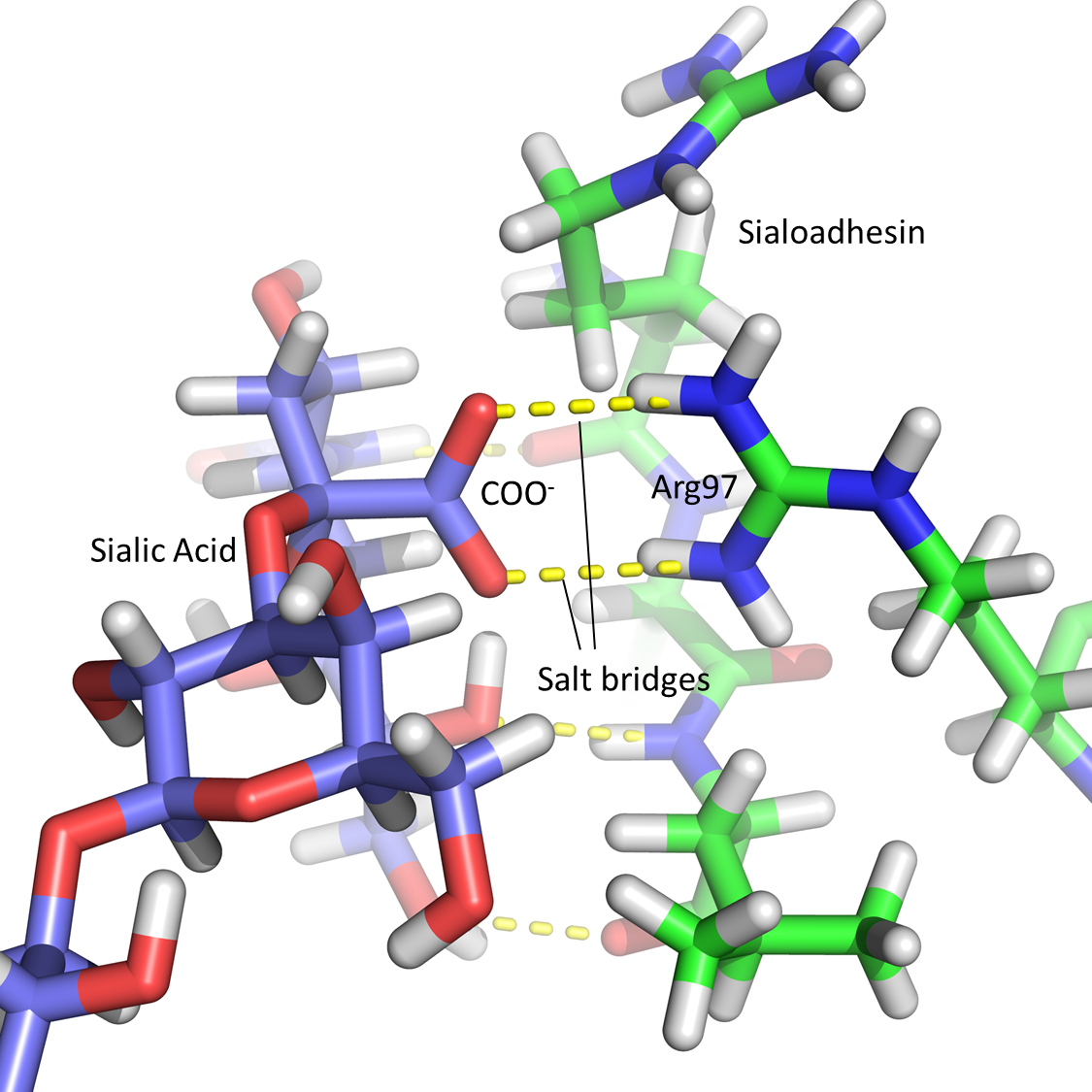
Het immunoglobulinedomein van Siglec-1 in interactie met een siaalzuur. De binding gaat via diverse zoutbruggen die geconserveerd zijn bij alle Siglecs

Siglecs zijn transmembraaneiwitten waarbij de N-terminus in de extracellulaire ruimte uitsteekt en de C-terminus in het cytosol ligt. Alle Siglec-receptoren bevatten een extracellulair immunoglobulinedomein; dit domein kan zich binden aan siaalzuren. Omdat Siglecs koolhydraten kunnen herkennen, behoren ze tot de lectinen. Het bindingsdomein wordt gescheiden van het celoppervlak door minstens twee C2-type Ig-domeinen die geen bindingsactiviteit hebben. Siglecs verschillen in het aantal van deze C2-type domeinen. Siglec-1 is, met zestien tussenliggende Ig-domeinen, veruit de langste. Deze receptor is zo lang dat hij uitsteekt boven de glycocalyx (koolhydraatlaag over het celoppervlak), en is makkelijk toegankelijk voor externe liganden.
De meeste Siglecs, zoals CD22 en de CD33-gerelateerde Siglecs, bevatten een signaalmotief genaamd ITIM (immunoreceptor tyrosine-based inhibitory motif) in hun cytosolische staart. Deze kunnen een immuunonderdrukkende signaalroute starten door middel van fosforylering van tyrosineresiduen. De gefosforyleerde ITIM's vormen de bindingsplaats voor SH2-domein-bevattende signaaleiwitten (zoals SHP-1 en SHP-2), die de signaalroute op gang brengen.

### Ligandbinding
Er is relatief veel onderzoek gedaan naar de interactiemogelijkheden van Siglecs met siaalzuren. Omdat siaalzuren negatief geladen zijn, bevat de bindingsplaats van Siglecs een geconserveerd arginine-residu dat positief geladen is bij fysiologische pH. Dit aminozuur vormt zoutbruggen met de carboxylgroep van het suikerresidu. Dit is bijvoorbeeld goed uitgezocht bij Siglec-1, waar de arginine een zoutbrug vormt met de COO–-groep van het siaalzuur, wat resulteert in een stabiele interactie. Net als andere lectinen zijn Siglecs uniek gevormd voor de manier waarop hun siaalzuur gekoppeld zijn aan hun onderliggende glycaan. Dit kan namelijk via meerdere koolstofatomen (nummer 2, 3, 6 en 8) in de ruggengraat van de suikerstructuur. De grote diversiteit van siaalzuurstructuren is een verklaring voor het feit dat er zoveel verschillende Siglec-receptoren bestaan.